# Chamisma
Chamisma é o segundo EP japonês (sexto no geral) do grupo feminino sul-coreano, CLC. Foi lançado em 27 de julho de 2016 pela Cube Entertainment Japan.

## Antecedentes e lançamento
Em 16 de junho, a Cube Entertainment anunciou que o CLC retornaria ao Japão para lançar seu segundo mini-álbum japonês, "Chamisma". A palavra "Chamisma" é uma combinação das palavras "Charming" e "Smile". É também a primeira música japonesa original do grupo, que mostra os encantos das sete integrantes do grupo, incluindo Kwon Eunbin, que se juntaria ao grupo em promoções japonesas pela primeira vez.
O álbum foi lançado em 3 versões diferentes: Tipo A (CD), Tipo B (CD+DVD) e Tipo C (CD+DVD). A versão Tipo B do álbum inclui uma música e videoclipe de Chamisma com Jung Il-hoon do BTOB enquanto a versão Tipo C inclui um DVD do primeiro showcase japonês do CLC, "First Step".

## Lista de músicas
| Tipo A (CD) |                             |         |  |
| N.º         | Título                      | Duração |  |
| 1.          | "Chamisma" (チャミスマ)     | 3:19    |  |
| 2.          | "Sukidoki" (スキドキ)       | 3:00    |  |
| 3.          | "Chocolate Spice"           | 3:28    |  |
| 4.          | "1,2,3" (Japanese Version)  | 3:36    |  |
| 5.          | "Gakuen Tengoku" (学園天国) | 2:37    |  |

| Tipo B (CD+DVD) |                                            |         |  |
| N.º             | Título                                     | Duração |  |
| 1.              | "Chamisma" (チャミスマ)                    | 3:19    |  |
| 2.              | "スキドキ"                                 | 3:00    |  |
| 3.              | "Chocolate Spice"                          | 3:28    |  |
| 4.              | "1,2,3" (Original Version)                 | 3:36    |  |
| 5.              | "学園天国"                                 | 2:37    |  |
| 6.              | "Chamisma" (feat. Jung Il-hoon of BTOB)    | 3:19    |  |
| 7.              | "Chamisma MV"                              |         |  |
| 8.              | "Chamisma MV" (feat. Jung Il-hoon of BTOB) |         |  |

| Tipo C (CD+DVD) |                                          |         |  |
| N.º             | Título                                   | Duração |  |
| 1.              | "Chamisma" (チャミスマ)                  | 3:19    |  |
| 2.              | "スキドキ"                               | 3:00    |  |
| 3.              | "Chocolate Spice"                        | 3:28    |  |
| 4.              | "1,2,3" (Original Version)               | 2:37    |  |
| 5.              | "学園天国"                               | 2:37    |  |
| 6.              | "CLC 1st Showcase in Japan "First Step"" |         |  |